# ساکبرن
ساکبرن (به انگلیسی: Sockburn) یک روستا در بریتانیا است که در Neasham واقع شده‌است.